# رخميرع
رخميرع (Rekhmire) أو رخ مى رع هو وزير من القدماء المصريين، تولى الوزارة في عصر الملك تحتمس الثالث وأمنحتب الثاني.

## أصله
رخ مى رع والذي يعنى اسمه العارف كالإله رع والده هو نفر وبن والذي كان كاهنا من كهنة الإله آمون ووالدته «بت». ويعتقد أن والده تولى الوزارة خلفا لأخيه امون وسر وعم رخ مى رع. وتولى رخميرع الوزارة بعد أبيه.
ويعتقد ان رخ مى رع هو أخ في الرضاعة للملك تحتمس الثالث التي أرضعته والدة رخ مى رع بت.
عاصر رخميرع تحتمس الثالث وتقلد في عصره شئون وزارة الصعيد. واستمر في وظيفته مدة قصيرة في عهد أمنحتب الثاني. ويعتبر من أعظم الوزراء الذين تولوا هذا المنصب طوال الأسرة الثامنة عشر.

## ألقابه
لقب رخ مى رع بالأمير الوراثى وحامل خاتم الوجه البحرى، والقاضي الأعظم، والمشرف على الملابس الرسمية، وتابع ملك الوجه البحرى، عينا الملك، أذنا الملك.
وألقاب الوظائف التي تولها: عمدة مدينة طيبة، والوزير ووزير المدينة الجنوبية، والمشرف على بيتى الذهب والفضة، والمراقب الأمين ومدير أعمال آمون في الكرنك، مما يدل على انه كان يتولى مهاما وأعباء كثيرة، تجعله شخصية فذة وتتمتع بحسن التدبر والتصرف والذكاء.

## مقبرته
بنى رخ مى رع وهو في خدمة الملك تحتمس الثالث مقبرته في جبانة شيخ عبد القرنة، حيث تعد مقبرته من أفخم المقابر وأكبرها حجما. وقد حفظت جدرانها تاريخه كاملا حيث لا يوجد ذكر له خارج جدران مقبرته سوى بعض قطع الأستراكا (شقافات مكتوبة) ، التي وجدت في الدير البحري ، تخبرنا عن مهمة نقل أحجار لمعبد زوسر أخت قام بها.
وتعد النقوش التي على مقبرته التي تحتوى على حجرتين بمثابة سجلات تاريخية لحقبة طويلة من تاريخ الأسرة الثامنة عشر؛ فضلا عن تفاصيل شخصية وحياة رخ مى رع بالإضافة إلى توصيف لمظاهر الحياة والشعائر الدينية والحياة الاجتماعية والسياسية في تلك الفترة. وقد أصاب المقبرة الكثير من الضرر والتخريب والهدم بفعل أعداء رخ مى رع.
و يجب على كل زائر لمدينة طيبة أن يشاهد قبره في جبانة القرنة، إذا أراد أن يرى صور احتفال فتح الفم والوليمة العائلية التقليدية؛ بل وكذلك مشاهدة النشاط الخاص بوظيفة الوزير البالغة النفوذ. إذ تتضمن جمع الضرائب، واستلام الجزية الأجنبية، وتنظيم أعمال الفلاحين والفنانين والصناع من كل مهنة كصانعي الآجر، والصياغ وصناع المعادن والحدادين.[1]
من أهم تلك الصور ما تسجله عن طريقة قدماء المصريين في صب التماثيل البرونزية والمعادن الأخرى. تلك التقنية التي بدأت خلال الدولة القديمة وترعرعت في العصور اللاحقة.

### صب البرونز
في مفبرة رخميرع وجدت صورة منقوشة على أحد حوائط المقبرة تبين عمليات صهر قدماء المصريين القدماء البرونز وصبه في قوالب كاملة في عهد الدولة الحديثة . وتبين الصورة عمالا مصريين يجهزون خلطة المعدن ثم يصهرونها في بوتقة ويحملوا البوتقة الساخنة بأفرع من الخشب وصبها في قالب جاهز كامل. كما تبين معاملتهم لمعادن أخرى ثمينة كالذهب والفضة.
ليست تلك هي الصورة الوحيدة عن صب قدماء المصريين البرونز وإنما أكتشفت صورة منقوشة على حائط مقبرة مريروكا من الأسرة السادسة من عهد الدولة القديمة نحو 2300 قبل الميلاد. تبين الصورة العمال المصريين وهم يقومون بوزن المواد بميزان، ثم صهره في عدة بوتقات، ثم إلى يمين الصورة صب البرونز المنصهر على لوحة صب بحيث ينتج منها لوحا برونزيا. اثناء عملية الصب يرى أحد العمال جالسا ويمنع بواسطة قطعة خشب في يده، نزول الشوائب الطافية على سطح البرونز المنصهر على القالب.
الفرق بين الصورتين واحدة من عصر الدولة الحديثة 1450 قبل الميلاد والأخرى من عصر الدولة القديمة 2300 قبل الميلاد أن عملية الصب كانت تتم في العهد القديم في هيئة لوحات وصفائح. بينما في عهد الدولة الحديثة فكان البرونز يصب في قوالب مشكلة بحيث تنتج تمثالا جاهزا من البرونز. من تلك التماثيل نجد تماثيلا لإيزيس ولـ إيزيس وأوزوريس أو أوزوريس بمفرده وتماثيلا للملوك والملكات بلغ أحجامه بين 6 سنتيمتر إلى 30 سنتيمتر. وعثر في قبور من حقبة الدولة الحديثة وعهد البطالمة على أعداد كبيرة من تلك التماثيل البرونونزية وكذلك الذهبية.
فرق آخر بين صورة صب البرونز في الدولة القديمة والدولة الحديثة أن في صورة مريروكا كان العمال ينفخون النار بواسطة أنابيب، بينما في صور مقبرة رخيميرع فكان العاملان يقومان بنفخ الهواء لتقوية النار بواسطة منفاخين يعملان بالأرجل.

## أبنائه
أمكن التعرف على عدد من أبناء رخ مى رع والذين تم ذكرهم على جدران مقبرته، وهم ولدان وثلاثة بنات:
- منخبر رع سنب وكان يشغل وظيفة كاتب جزية معبد الإله آمون.
- أمنحتب وكان بشغل وظيفة كاتب خزانة الإله آمون.
- تاخعت
- موت نفرت
- حنت تاوى

## اقرأ أيضا
- مريروكا
- قبة الهوا
- سيتي الأول
- طقوس فتح الفم